# 相对论
相對論（英語：Theory of relativity）是关于时空和引力的理论，主要由爱因斯坦创立，依其研究对象的不同可分为狭义相对论和广义相对论。相对论和量子力学的提出给物理学带来了革命性的变化，它们共同奠定了现代物理学的基础。相对论极大地改变了人类对宇宙和自然的“常识性”观念，提出了“同时的相对性”、“四维时空”、“弯曲时空”等全新的概念。不过近年来，人们对于物理理论的分类有了一种新的认识——以其理论是否是决定论的来划分经典与非经典的物理学，即“非古典的＝量子的”。在这个意义下，相对论仍然是一种经典的理论。
該理論取代了200年前主要由艾薩克·牛頓創立的力學理論，從而改變了20世紀的理論物理學和天文學，它引入的概念，包括時空、同時性之相對性、運動學、重力時間膨脹和勞侖茲收縮。在物理學領域，相對論改善了基本粒子的科學以及它們的基本相互作用，以及迎來核子時代。
另外，藉由相對論，物理宇宙學及天體物理學預測了中子星、黑洞、重力波。

## 相對論提出以前
在狭义相对论提出以前，人们认为时间和空间是各自独立的绝对的存在，自伽利略时代以来这种绝对时空的观念就开始建立，牛顿创立的牛顿经典力学和经典运动学就是在绝对时空观的基础上创立。而爱因斯坦的相对论在牛顿经典力学、麦克斯韦经典电磁学等的基础上首次提出了“四维时空”的概念，它认为时间和空间各自都不是绝对的，而绝对的是一个它们的整体——时空，在时空中运动的观者可以建立“自己的”参照系，可以定义“自己的”时间和空间（即对四维时空做“3＋1分解”），而不同的观者所定义的时间和空间可以是不同的。具体的来说，在闵氏时空中：如果一个惯性观者（{\displaystyle G}）相对于另一个惯性观者（{\displaystyle G'}）在做匀速运动，则他们所定义的时间（{\displaystyle t}与{\displaystyle t'}）和空间（{\displaystyle \{x,y,z\}}与{\displaystyle \{x',y',z'\}}）之间满足洛伦兹变换。而在这一变换关系下就可以推导出“尺缩”、“钟慢”等效应，具体见狭义相对论条目。因为爱因斯坦之前的科学家们并没有高速运动的观测和体验，所以绝对时空观在古代科技水平下无疑是真理，而爱因斯坦的狭义相对论更新了人们的世界观，为广义相对论的诞生奠定了坚实的基础。
在爱因斯坦以前，人们广泛的关注于麦克斯韦方程组在伽利略变换下不协变的问题，也有人（如庞加莱和洛伦兹）注意到爱因斯坦提出狭义相对论所基于的实验（如迈克尔孙-莫雷干涉仪实验等），也有人推导出过与爱因斯坦类似的数学表达式（如洛伦兹变换），但只有爱因斯坦将这些因素与经典物理的时空观结合起来提出了狭义相对论，并极大的改变了我们的时空观。在这一点上，狭义相对论是革命性的。
在二十世纪以前的古典物理学裡，人们采用的是牛顿的绝对时空观。而相对论的提出改变了这种时空观，这就导致人们必须依相对论的要求对古典物理学的公式进行改写，以使其具有相对论所要求的洛伦兹协变性而不是以往的伽利略协变性。在古典理论物理的三大领域中，电动力学本身就是洛伦兹协变的，无需改写；统计力学有一定的特殊性，但这一特殊性并不带来很多急需解决的原则上的困难；而古典力学的大部分都可以成功地改写为相对论形式，以使其可以用来更好的描述高速运动下的物体，但是唯独牛顿的引力理论无法在狭义相对论的框架体系下改写，这直接导致爱因斯坦扩展其狭义相对论，而得到了广义相对论。

## 狭义与广义相对论的区别
传统上，在爱因斯坦提出相对论的初期，人们以所讨论的问题是否涉及非惯性参考系来作为狭义与广义相对论分类的标志。随着相对论理论的发展，这种分类方法越来越显出其缺点——参考系是跟观者有关的，以这样一个相对的物理对象来划分物理理论，被认为不能反映问题的本质。目前一般认为，狭义与广义相对论的区别在于所讨论的问题是否涉及引力（弯曲时空），即狭义相对论只涉及那些没有引力作用或者引力作用可以忽略的所有物理現象，而广义相对论则是讨论有引力作用时的物理学。用相对论的语言来说，就是狭义相对论的背景时空是平直的，即四维平凡流形配以闵氏度规，其曲率张量为零，又称闵氏时空；而广义相对论的背景时空则是弯曲的，其曲率张量不为零。

## 狭义相对论
阿爾伯特·愛因斯坦在他1905年的论文《论动体的电动力学》中介绍了狭义相对论。
狭义相对论建立在下列的两个矛盾的古典力學的假設上：
1. 狭义相对性原理（狭义协变性原理）：一切的慣性參考系都是平权的，即物理规律的形式在任何的惯性参考系中是相同的。这意味着物理规律对于一位静止在实验室裡的观者和一个相对于实验室高速匀速运动着的电子是相同的。
2. 光速不变原理：真空中的光速在任何参考系下是恒定不变的，这用几何语言可以表述为光子在时空中的世界线总是类光的。也正是由于光子有这样的实验性质，在国际单位制中使用了“光在真空中1/299,792,458秒内所走过的距离”来定义长度单位“米”（米）。光速不变原理是宇宙时空对称性的体现。（中微子的超光速现象实验已被证明有误，无法推翻相对论[1]。）

一些实验结果无法用古典力學解释，如邁克生-莫雷實驗，但狭义相对论可以较好地解释这一结果。
此外，該理論也提出了一些推论，例如：
- 同時性之相對性：發生在空間中不同位置的兩個事件，它們的同時性並不具有絕對的意義，我們沒辦法肯定地說它們是否為同時發生。若在某一參考系中此兩事件是同時的，則在另一相對於原參考系等速運動的新參考系中，此兩事件將不再同時（唯一的例外為新參考系的移動方向恰好垂直於兩事件空間位置的連線方向）。
- 時間膨脹：所有相對於一個慣性系統移動的時鐘都會走得較慢，而這一效應已由勞侖茲變換精確地描述出來。
- 光速不變原理：不管是物理物體，還是訊息或是場線的傳播速度都不能超過真空中的光速。
- 加速度尺：影响物体运动快慢(加速度的不同)的本质是光速不变下的位移长度协变错觉，即加速度为衡量物体尺度的刻度单位的量，加速度的不同为物体衡量刻度尺单位的变换(也同时能够说明伽利略变换是洛伦兹变换的洛伦兹因子等于1时的一个特例)。
- 質能等價：E = mc2，能量和質量是等價的並且可以互換。為靜止質量完全轉為能量。
- 狹義相對論中的質量：一個物體所具有的總能量。

狹義相對論的定義是用勞侖茲變換代替了古典力學的伽利略變換。（見馬克士威方程組的電磁）。

## 广义相对论
爱因斯坦在1915年左右发表的一系列论文中给出了广义相对论最初的形式。他首先注意到了被称之为（弱）等效原理的实验事实：引力质量与惯性质量是相等的（目前实验证实，在{\displaystyle 10^{-12}}的精确度范围内，仍没有看到引力质量与惯性质量的差别）。这一事实也可以理解为，当除了引力之外不受其他力时，所有质量足够小（即其本身的质量对引力场的影响可以忽略）的测验物体在同一引力场中以同样的方式运动。既然如此，则不妨认为引力其实并不是一种“力”，而是一种时空效应，即物体的质量（准确的说应当为非零的能动张量）能够产生时空的弯曲，引力源对于测验物体的引力正是这种时空弯曲所造成的一种几何效应。这时，所有的测验物体就在这个弯曲的时空中做惯性运动，其运动轨迹正是该弯曲时空的测地线，它们都遵守测地线方程。正是在这样的思路下，爱因斯坦得到了其广义相对论。
系统的说，广义相对论包括如下2条基本假设。：
1. 广义相对性原理（广义协变性原理）：任何物理规律都应该用与参考系无关的物理量表示出来。用几何语言描述即为，任何在物理规律中出现的时空量都应当为该时空的度规或者由其导出的物理量。
2. 爱因斯坦场方程（详见广义相对论条目）：Einstein's field equations

{\displaystyle G_{\mu \nu }\equiv R_{\mu \nu }-{\textstyle 1 \over 2}R\,g_{\mu \nu }={8\pi G \over c^{4}}T_{\mu \nu }\,}
它具体表达了时空中的物质（愛因斯坦張量）对于时空几何（黎曼曲率張量）的影响，其中对應力-能量張量的要求（其梯度为零）则包含了上面关于在其中做惯性运动的物体的运动方程的内容。
廣義相對論的一些發現：
- 重力時間膨脹：重力導致的時空扭曲率越大，時間就過得越慢
- 進動：是自轉物體之自轉軸又繞著另一軸旋轉的現象。（這已經在水星軌道和雙星脈衝星中觀察到了）。
- 光偏轉：光線通過引力場時存在偏轉。
- 參考系拖曳：處於轉動狀態的質量會對其周圍的時空產生拖曳的現象。
- 宇宙加速膨脹：宇宙正在擴張，並且其遠處的部分以比光速更快的速度遠離我們。

從技術上講，廣義相對論是一種引力理論，其主要特徵是它使用了爱因斯坦场方程。場方程的解是度量張量，它定義了時空的拓撲學結構以及對像如何慣性運動。
如果说到了二十世纪初狭义相对论因为古典物理原来固有的矛盾、大量的新实验以及广泛的关注而呼之欲出的话，那么广义相对论的提出则在某种意义下是“理论走在了实验前面”的一次实践。在此之前，虽然有一些后来用以支持广义相对论的实验现象（如水星轨道近日点的进动），但是它们并不总是物理学关注的焦点。而广义相对论的提出，在很大程度上是由于相对论理论自身发展的需要，而并非是出于有一些实验现象急待有理论去解释的现实需要，这在物理学的发展史上是并不多见的。因而在相对论提出之后的一段时间内其进展并不是很快，直到后来天文学上的一系列观测的出现，才使广义相对论有了比较大的发展。到了当代，在对于引力波的观测和对于一些高密度天体的研究中，广义相对论都成为了其理论基础之一。而另一方面，广义相对论的提出也为人们重新认识一些如宇宙学、时间旅行等古老的问题提供了新的工具和视角。

## 应用
相对论主要在两个方面有用：一是高速运动（与光速可比拟的高速），一是强引力场。
- 在醫院的放射治療部，多數設有一臺粒子加速器，產生高能粒子來制造同位素，作治療或造影之用。氟代脱氧葡萄糖的合成便是一個經典例子。由於粒子運動的速度相當接近光速（0.9c-0.9999c），故粒子加速器的設計和使用必須考慮相對論效應。
- 全球衛星定位系統的衛星上的原子鐘，對精確定位非常重要。這些時鐘同時受狹義相對論因高速運動而導致的時間變慢（-7.2 μs/日），和廣義相對論因（較地面物件）承受著較弱的重力場而導致時間變快效應（+45.9 μs/日）影響。相對論的淨效應是，相較於地面上的時鐘，全球衛星定位系統上的時鐘運行地較快。因此，這些衛星的軟件需要計算和抵消一切的相對論效應，以確保定位準確[3]。
- 全球衛星定位系統的算法本身便是基於光速不變原理的，若光速不變原理不成立，則全球衛星定位系統則需要更換為不同的算法方能精確定位。
- 過渡金屬如铂的內層電子，運行速度極快，相對論效應不可忽略。在設計或研究新型的催化劑時，便需要考慮相對論對電子軌態能級的影響。同理，相對論亦可解釋鉛的6s2惰性电子对效应。這個效應可以解釋為何某些化學電池有著較高的能量密度，為設計更輕巧的電池提供理論根據[4]。相對論也可以解釋為何水銀在常温下是液體，而其他金屬卻不是。[5]
- 由廣義相對論推導出來的重力透鏡效應，讓天文學家可以觀察到黑洞和不發射電磁波的暗物質，和評估質量在太空的分布狀況。

值得一提的是，原子彈的出現和著名的質能關係式（{\displaystyle E=mc^{2}}）關係不大，而爱因斯坦本人也肯定了這一点。質能關係式只是解釋原子彈威力的數學工具而已，對實作原子彈意義不大。

## 對物理學發展的影響
相對論直接和間接地催生了量子力學的誕生，也為研究微觀世界的高速運動確立全新的數學模型。

## 外部連結
- 爱因斯坦相对论简介